# 千葉新城中央車站
千葉新城中央車站（日语：／ Chiba-nyūtaun-chūō eki */?）是位於日本千葉縣印西市中央南一丁目，屬於北總鐵道、京成電鐵（京成）的鐵路車站。

## 概要
此站有北總鐵道的北總線與京成電鐵的成田機場線（成田Sky Access線）停靠，兩線共用設施與線路。車種包含成田Sky Access線的Skyliner（通過此站）與Access特急，北總線的特急、急行、普通列車。
北總、京成都是不擁有軌道和設施的第二種鐵道事業者，擁有設施的第三種鐵道事業者是千葉新城鐵道。此站是北總鐵道、京成電鐵的共同使用站，車站營運由北總鐵道負責。
車站編號使用北總鐵道的編號HS12。

## 歷史
千葉新城中央車站原本是日本國鐵配合新東京國際機場（現名 成田國際機場）的建設，所規畫連接機場與東京車站間成田新幹線的唯一中途車站，在成田新幹線取消建設後，於1984年時轉由當時的住宅、都市整備公團（現在的獨立行政法人都市再生機構）修築為千葉新城線沿線車站。公團在2004年時改組，轉移旗下所有鐵路運輸相關事業，由新設立的千葉新城鐵道接收本車站的所有權，並提供給北總鐵道使用，形成基礎硬體設施與實際營運單位不同的特殊狀況。
千葉新城中央車站的站名由來很直覺，是因為正好位在千葉新城的中央地帶，因此周遭環繞許多重要的商業經貿設施。除此之外，印西市境內頗受歡迎的縣立公園、北總花之丘公園也位在距離車站徒步不到10分鐘的距離內。
由於北總線是在2010年7月通車的京成電鐵新路線成田機場線的組成路線之一，因此在通車後千葉新城中央車站也成為該線的車站之一。

### 年表
- 1984年（昭和59年）3月19日 - 車站開業。小室至本站間的線路、站房由住宅、都市整備公團建設。
- 2004年（平成16年）7月1日 - 都市基盤整備公團轉為獨立行政法人（都市再生機構），站房等建築物由千葉新城鐵道接收。
- 2010年（平成22年）7月17日 - 成為京成成田機場線（成田Sky Access線）共用站，並停靠「Access特急」。

## 車站
島式月台1面2線的地面車站，設有跨站式站房。月台與大廳間有上行電扶梯與電梯。月台上有候車室與商店。
站內空間寬廣，可舉辦活動。大廳設有定期券售票處、FamilyMart、藥妝店等，付費區內有多功能廁所與有線電視rurbannet撥放器。
站內可使用docomo Wi-Fi與Wi2公共無線網路服務。

### 月台配置
| 月台 | 路線                    | 方向 | 目的地                                                   |
| ---- | ----------------------- | ---- | -------------------------------------------------------- |
| 1    | 北總線 成田Sky Access線 | 上行 | 新鎌谷、東松戶、高砂、日本橋、西馬込、羽田機場、橫濱方向 |
| 2    | 北總線 成田Sky Access線 | 下行 | 印西牧原、印旛日本醫大、成田機場方向                     |

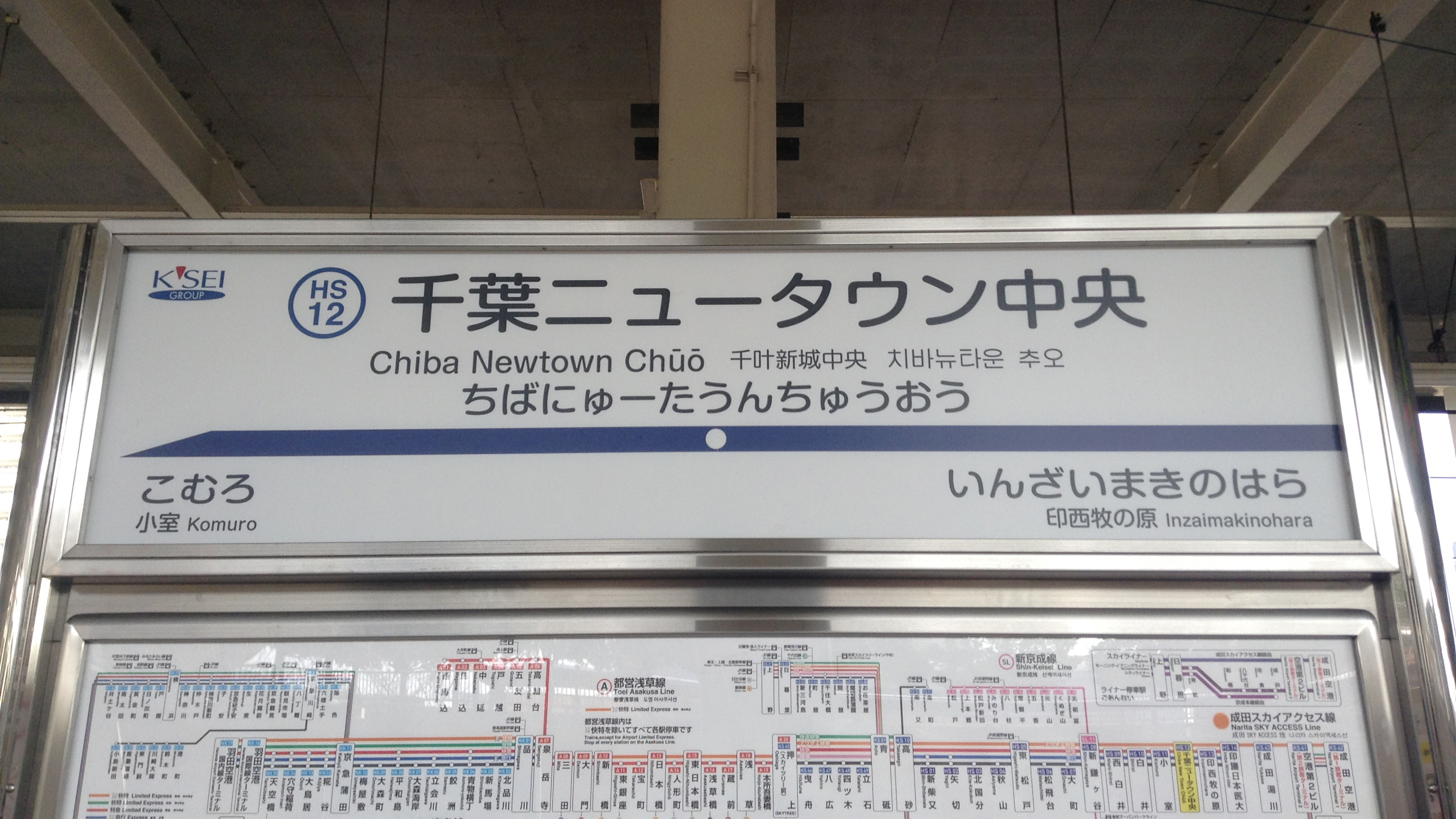
站名牌（2015年3月22日）
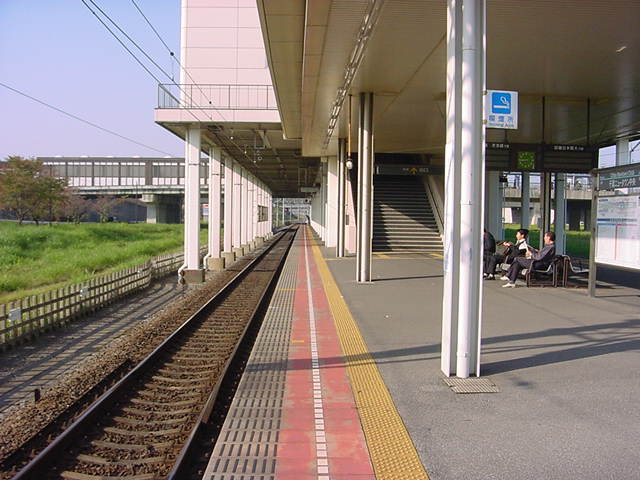
月台（2006年10月）

## 使用情況
- 北總鐵道 - 2016年度1日平均上下車人次為24,879人，是北總線使用人次最多的車站[4]。
- 京成電鐵 - 2016年度1日平均上下車人次為4,859人，在京成線69站中排名第53位。此數值僅包含Access特急使用人次[5]。

### 年度別1日平均上下車、上車人次（1988年〜2009年）
開業年（1988年）以來1日平均上下車、上車人次如下。
| 年度               | 北總鐵道   | 北總鐵道 | 北總鐵道 | 北總鐵道 |
| 年度               | 上下車人次 | 上車人次 | 上車人次 | 上車人次 |
| 年度               | 上下車人次 | 總數     | 普通     | 定期     |
| ------------------ | ---------- | -------- | -------- | -------- |
| 1988年（昭和63年） |            | 2,394    | 712      | 1,682    |
| 1989年（平成元年） |            | 3,208    | 916      | 2,292    |
| 1990年（平成02年） |            | 4,818    | 1,190    | 3,628    |
| 1991年（平成03年） |            | 6,743    | 1,912    | 4,831    |
| 1992年（平成04年） |            | 7,927    | 2,266    | 5,661    |
| 1993年（平成05年） |            | 9,049    | 2,628    | 6,421    |
| 1994年（平成06年） |            | 11,027   | 3,280    | 7,747    |
| 1995年（平成07年） |            | 11,371   | 3,414    | 7,957    |
| 1996年（平成08年） |            | 11,783   | 3,647    | 8,136    |
| 1997年（平成09年） |            | 12,540   | 3,760    | 8,780    |
| 1998年（平成10年） |            | 13,367   | 4,030    | 9,337    |
| 1999年（平成11年） |            | 13,225   | 4,141    | 9,084    |
| 2000年（平成12年） | 25,596     | 12,942   | 3,861    | 9,081    |
| 2001年（平成13年） |            | 12,926   | 4,038    | 8,888    |
| 2002年（平成14年） |            | 12,880   | 3,973    | 8,907    |
| 2003年（平成15年） |            | 12,841   | 3,943    | 8,898    |
| 2004年（平成16年） | 25,373     | 12,822   | 3,841    | 8,981    |
| 2005年（平成17年） | 26,320     | 13,143   | 3,984    | 9,159    |
| 2006年（平成18年） | 27,166     | 13,753   | 4,320    | 9,433    |
| 2007年（平成19年） | 28,394     | 14,304   | 4,602    | 9,702    |
| 2008年（平成20年） | 29,628     | 14,870   | 4,672    | 10,198   |
| 2009年（平成21年） | 30,028     | 15,057   | 4,590    | 10,467   |

### 年度別1日平均上下車、上車人次（2010年〜）
| 年度               | 北總鐵道   | 北總鐵道 | 北總鐵道 | 北總鐵道 | 京成電鐵   | 京成電鐵 | 京成電鐵 | 京成電鐵 |
| 年度               | 上下車人次 | 上車人次 | 上車人次 | 上車人次 | 上下車人次 | 上車人次 | 上車人次 | 上車人次 |
| 年度               | 上下車人次 | 總數     | 普通     | 定期     | 上下車人次 | 總數     | 普通     | 定期     |
| ------------------ | ---------- | -------- | -------- | -------- | ---------- | -------- | -------- | -------- |
| 2010年（平成22年） | 30,792     | 15,455   | 4,740    | 10,715   | 4,142      | 2,071    | 712      | 1,359    |
| 2011年（平成23年） | 31,911     | 16,025   | 5,071    | 10,954   | 4,332      | 2,142    | 753      | 1,389    |
| 2012年（平成24年） | 33,361     | 16,571   | 5,135    | 11,436   | 4,617      | 2,283    | 812      | 1,471    |
| 2013年（平成25年） | 25,551     | 12,819   | 4,813    | 8,636    | 4,823      | 2,387    | 836      | 1,551    |
| 2014年（平成26年） | 24,278     | 12,139   | 3,853    | 8,286    | 4,540      | 2,254    | 755      | 1,499    |
| 2015年（平成27年） | 24,543     | 12,304   | 3,996    | 8,308    | 4,659      | 2,313    | 810      | 1,503    |
| 2016年（平成28年） | 24,879     | 12,472   | 3,979    | 8,493    | 4,859      | 2,413    | 843      | 1,570    |

## 車站周邊
本站位於千葉新城的中心地帶，周邊有許多商業設施與企業聚集，是印西市的經濟、產業中心。印西市役所與印西警察署等行政機關則在木下站周邊。本站由於鄰近白井市東部的櫻台地區，也有許多當地居民在本站活動。
1990年代初期以前，周邊幾乎沒有商業設施，在1991年（平成3年）11月27日南口的大榮千葉新城店（2002年5月31日結束營業，之後改為5588 ENTERTAINMENT CHIBA-NEWTOWN）、1995年（平成7年）北口ALCAZAR開幕後帶動此地的商業活動。2000年（平成12年）北口佳世客開幕，2006年（平成18年）永旺夢樂城千葉NewTown開幕。此外，1980年代後半開始也吸引了東京電機大學與東京基督教大學等教育機關入駐。
2008年（平成20年）1月15日「印西市步行吸菸、亂丟垃圾等防止條例」上路，千葉新城中央車站周邊被劃為重點區域。

### 行政、公共設施
- 印西市役所中央站前出張所
- 印西市中央站前中心
- 白井市櫻台中心
- 印西清潔中心（日语：清掃工場）（附設溫水游泳池）
- 印西警察署（日语：印西警察署）中央站前交番
- 印西地區消防組合（日语：印西地区消防組合）印西西消防署

### 郵局、金融機關
- 印西郵便局（日语：印西郵便局）
- 印西小倉台郵便局
- 印西木刈郵便局
- 印西原山郵便局
- 三井住友銀行千葉新城支店
- 千葉銀行千葉新城支店
- 京葉銀行（日语：京葉銀行）千葉新城支店
- 千葉興業銀行（日语：千葉興業銀行）千葉新城支店

### 主要商業設施
- 永旺夢樂城千葉NewTown（日语：イオンモール千葉ニュータウン）
  - 永旺千葉NewTown店
  - 永旺影城
  - 野島電器（日语：ノジマ）
- 唐吉訶德
- ALCAZAR
- 5588 ENTERTAINMENT CHIBA-NEWTOWN
- ACROSSPLAZA千葉新城中央
- 天然溫泉 真名井之湯
- 宜得利千葉新城店
- Trial（日语：トライアルカンパニー）千葉新城店
- JOYFUL本田（日语：ジョイフル本田）

### 學校
- 社会保險大學校（日语：社会保険大学校）
- 東京電機大學千葉新城校區
- 東京基督教大學（日语：東京基督教大学）
- 白井市立櫻台中學校（日语：白井市立桜台中学校）
- 白井市立櫻台小學校（日语：白井市立桜台小学校）
- 印西市立木刈中學校
- 印西市立木刈小學校
- 印西市立小倉台小學校
- 印西市立原山中學校
- 印西市立原山小學校
- 印西市立內野小學校

### 企業
- 三井住友海上火災保險（日语：三井住友海上火災保険）
- 三菱UFJ銀行千葉中心
- 瑞穗銀行千葉事務中心
- 東京海上日動火災保險（日语：東京海上日動火災保険）
- 竹中技術研究所（竹中工務店、竹中土木（日语：竹中土木））
- NTT Data（日语：NTTデータ）
- 富國生命保險（日语：富国生命保険）千葉新城本社
- 勞動金庫聯合會千葉新城大樓

### 公園
- 北總花之丘公園（日语：北総花の丘公園）

### 道路
- 國道464號（日语：国道464号）
- 北千葉道路（日语：北千葉道路）

## 巴士路線
| 乘車處             | 系統                 | 主要行經地                                             | 目的地             | 運行業者                          | 備註                     |
| ------------------ | -------------------- | ------------------------------------------------------ | ------------------ | --------------------------------- | ------------------------ |
| 千葉新城中央站北口 | 北口循環線（外回）   | 櫻台中心、木刈四丁目、Business Mall中央                | 千葉新城中央站北口 | 千葉彩虹巴士                      |                          |
| 千葉新城中央站北口 | 北口循環線（內回）   | Business Mall中央、木刈四丁目、櫻台中心                | 千葉新城中央站北口 | 千葉彩虹巴士                      |                          |
| 千葉新城中央站北口 | 西之原外循環線       | Business Mall中央、印西牧之原站北口                    | 千葉新城中央站北口 | 千葉彩虹巴士                      |                          |
| 千葉新城中央站北口 | 深夜急行巴士         | 京成成田站                                             | 成田機場           | 成田空港交通                      |                          |
| 千葉新城中央站北口 | 西線                 | 木刈四丁目、松山下公園、木下站前                       | 市役所             | 印西市接觸巴士                    |                          |
| 千葉新城中央站北口 | 西線                 | 小倉、松山下公園、木下站前                             | 市役所             | 印西市接觸巴士                    |                          |
| 千葉新城中央站北口 | 布佐線               | 木刈四丁目、松山下公園、布佐站東口、木下站南口         | 市役所             | 印西市接觸巴士                    |                          |
| 千葉新城中央站北口 | 南線                 | 武西、船尾坂上、松崎                                   | 印西牧之原站南口   | 印西市接觸巴士                    |                          |
| 千葉新城中央站北口 | 南線                 | 木刈Friendly Plaza前、Business Mall中央、高花團地入口  | 印西牧之原站南口   | 印西市接觸巴士                    |                          |
| 千葉新城中央站北口 | 東線                 | 谷田、白井                                             | 白井市役所         | 白井市循環巴士（ナッシー號）      |                          |
| 千葉新城中央站北口 | 東線                 | 櫻台中心、白井車庫、白井、白井站東口                   | 白井市役所         | 白井市循環巴士（ナッシー號）      |                          |
| 千葉新城中央站北口 | 直行                 |                                                        | 新鎌谷站           | 鎌谷觀光巴士 （生活巴士ちばにう） | 周一至周五（含假日）運行 |
| 千葉新城中央站北口 | 北環狀線             | 白井站北口、白井市役所                                 | 新鎌谷站           | 鎌谷觀光巴士 （生活巴士ちばにう） |                          |
| 千葉新城中央站北口 | 牧之原循環           | 印西牧之原站北口                                       | 千葉新城中央站北口 | 鎌谷觀光巴士 （生活巴士ちばにう） |                          |
| 千葉新城中央站     | 神崎線               | 原山小學校、鹿黑                                       | 木下站             | 千葉彩虹巴士                      |                          |
| 千葉新城中央站     | 西之原線             | 原山小學校、高花二丁目、西之原公園、印西牧之原站       | 日醫大千葉北總醫院 | 千葉彩虹巴士                      |                          |
| 千葉新城中央站     | 高花線               | 給食中心、高花二丁目                                   | 高花               | 千葉彩虹巴士                      |                          |
| 千葉新城中央站     | 高花線               | 給食中心、高花團地入口                                 | 高花               | 千葉彩虹巴士                      |                          |
| 千葉新城中央站     | 高花線               |                                                        | 新鎌谷站           | 千葉彩虹巴士                      | 周六日運行               |
| 千葉新城中央站     | 神崎線               | 原山小學校、船尾車庫、船岡坂上、秀明大學、八千代綠丘站 | 津田沼站           | 千葉彩虹巴士                      |                          |
| 千葉新城中央站     | 東京電機大學學校巴士 | 木下線                                                 | 東京電機大學       | 千葉彩虹巴士                      |                          |

深夜急行巴士（可乘車前往京成成田站、成田機場第2航廈）
- 有樂町站（數寄屋橋）、東京站八重洲口、京成上野站、金町站、松戶站 → 千葉新城中央站 → 京成成田站 → 成田機場（成田空港交通）
- 有樂町站（數寄屋橋）、東京站八重洲口、西船橋站 → 千葉新城中央站 → 京成成田站 → 成田機場（成田空港交通）

深夜急行巴士到站班次（僅能下車）
- 銀座站（數寄屋橋）、東京站八重洲口、兜町 → 千葉新城中央站、印旛日本醫大站（平和交通）

## 其他
- 最初成田新幹線（東京 - 成田機場）曾計畫設置千葉新城站，但之後該線終止建設（未成線）。該站計畫設於車站北側，與北總線並行。現在已改建成國道464號平行高規格道路北千葉道路（日语：北千葉道路）專用部[9]。
- 本站與小室站中間曾計畫設置「（暫稱）谷田」站，但因千葉新城開發計畫變更，未能設站。不過現在還保留著車站預定地的空間。
- 2000年（平成12年）7月22日延伸印旛日本醫大前，有本站起訖的班次。部分車站的列車資訊顯示器以「NT中央」、「新城中央」表示。現在已撤除本站的折返設備。
- 每年3月底周六（2014年起改為4月底周日）在站前舉行「北總春祭（日语：ほくそう春まつり）」。
- 2010年（平成22年）7月17日與18日，作為成田Sky Access通車紀念，由兒童節目《Ponkikki（日语：ポンキッキシリーズ）》角色Gachapin（日语：ガチャピン）、Mukku（日语：ムック (キャラクター)）擔任一日店長。

## 相鄰車站
北總鐵道、 京成電鐵
 北總線、 成田Sky Access線（成田機場線）
■Accees特急
新鎌谷（HS08）－千葉新城中央（HS12）－印旛日本醫大（HS14）
■特急、■急行、■普通
小室（HS11）－千葉新城中央（HS12）－印西牧原（HS13）
※急行只限下行運行。

## 外部連結
- 千葉新城中央站（页面存档备份，存于） - 北總鐵道